# Podling (Dietramszell)

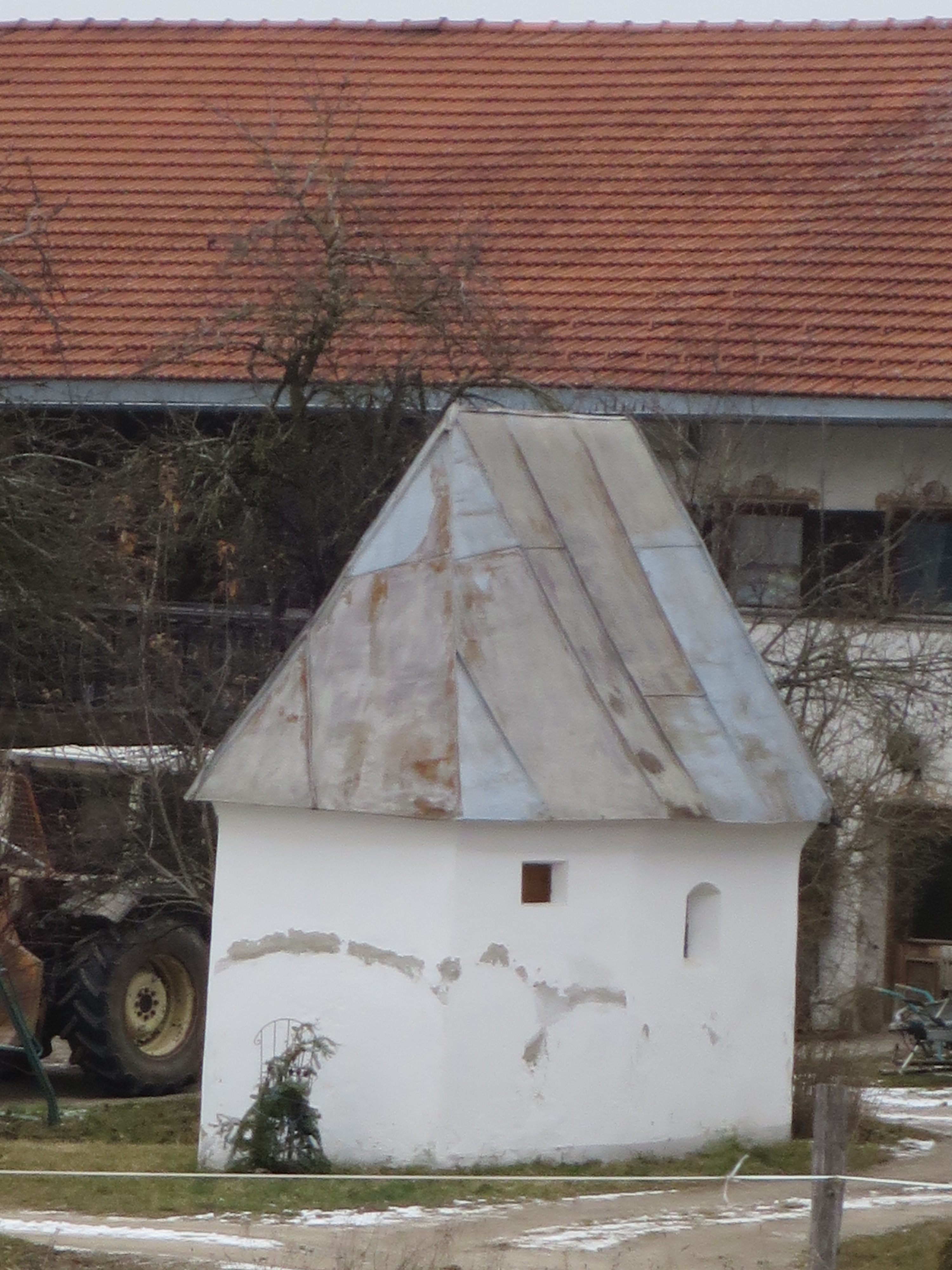
Kapelle Podling

Podling ist ein Ortsteil der Gemeinde Dietramszell im Landkreis Bad Tölz-Wolfratshausen (Oberbayern).

## Geografie
Der Weiler liegt in der Region Bayerisches Oberland in der voralpenländischen Moränenlandschaft etwa vier Kilometer nordwestlich von Dietramszell auf 705 m über NN. Der Weiler liegt in der Gemarkung Föggenbeuern.

## Einwohner
1871 wohnten im Ort sechs Personen, bei der Volkszählung 1987 wurden vierzehn Einwohner registriert.

## Gebietsreform in Bayern
Der Weiler gehörte zu Föggenbeuern, das sich am 1. Januar 1972 mit Baiernrain, Dietramszell, Linden und Manhartshofen zusammenschloss. Als Namen für die neue Gemeinde bestimmte die Bürger-Mehrheit Dietramszell.

## Baudenkmäler
Einziges eingetragenes Baudenkmal ist die Weilerkapelle.
Siehe: Eintrag in der Denkmalliste.